# Red Jordan Arobateau
 (juin 2023).
Le contenu est difficilement compréhensible vu les erreurs de traduction, qui sont peut-être dues à l'utilisation d'un logiciel de traduction automatique.
 (mai 2023).
La mise en forme du texte ne suit pas les recommandations de Wikipédia : il faut le « wikifier ».
Les points d'amélioration suivants sont les cas les plus fréquents. Le détail des points à revoir est peut-être précisé sur la page de discussion.
- Les titres sont pré-formatés par le logiciel. Ils ne sont ni en capitales, ni en gras.
- Le texte ne doit pas être écrit en capitales (les noms de famille non plus), ni en gras, ni en italique, ni en « petit »…
- Le gras n'est utilisé que pour surligner le titre de l'article dans l'introduction, une seule fois.
- L'italique est rarement utilisé : mots en langue étrangère, titres d'œuvres, noms de bateaux, etc.
- Les citations ne sont pas en italique mais en corps de texte normal. Elles sont entourées par des guillemets français : « et ».
- Les listes à puces sont à éviter, des paragraphes rédigés étant largement préférés. Les tableaux sont à réserver à la présentation de données structurées (résultats, etc.).
- Les appels de note de bas de page (petits chiffres en exposant, introduits par l'outil «  Source ») sont à placer entre la fin de phrase et le point final[comme ça].
- Les liens internes (vers d'autres articles de Wikipédia) sont à choisir avec parcimonie. Créez des liens vers des articles approfondissant le sujet. Les termes génériques sans rapport avec le sujet sont à éviter, ainsi que les répétitions de liens vers un même terme.
- Les liens externes sont à placer uniquement dans une section « Liens externes », à la fin de l'article. Ces liens sont à choisir avec parcimonie suivant les règles définies. Si un lien sert de source à l'article, son insertion dans le texte est à faire par les notes de bas de page.
- La présentation des références doit suivre les conventions bibliographiques. Il est recommandé d'utiliser les modèles {{Ouvrage}}, {{Chapitre}}, {{Article}}, {{Lien web}} et/ou {{Bibliographie}}. Le mode d'édition visuel peut mettre en forme automatiquement les références.
- Insérer une infobox (cadre d'informations à droite) n'est pas obligatoire pour parachever la mise en page.

Pour une aide détaillée, merci de consulter Aide:Wikification.
Si vous pensez que ces points ont été résolus, vous pouvez retirer ce bandeau et améliorer la mise en forme d'un autre article.
Red Jordan Arobateau, né le 15 novembre 1943 à Chicago et mort le 25 novembre 2021 à San Francisco, est un auteur, dramaturge, poète et artiste peintre américain. Auto-publiant en grande partie plus de 80 œuvres littéraires - souvent avec des éléments autofictionnels - Red Jordan Arobateau est l'un des écrivains les plus prolifiques de la littérature urbaine et un partisan de l'érotisme transgenre et lesbien.
Né et élevé à Chicago, Red Jordan Arobateau déménage à San Francisco à l'âge adulte en raison de sa culture pro-LGBTQ+, où il fait la transition et devient un homme trans. La plupart des maisons d'édition indépendantes et LGBTQ+ rejettent ses manuscrits. Red Jordan Arobateau fait des petits boulots pour financer ses auto-publications et vend des livres agrafés à la main dans des bars lesbiens, des librairies féministes et dans la rue. Il passe la majeure partie de sa vie d'adulte dans la pauvreté. Red Jordan Arobateau apparaît dans des documentaires tels que Before Stonewall (1984) et ses écrits sont publiés par intermittence dans des anthologies comme Daughters of Africa (1992).
La prose de Red Jordan Arobateau contient des thèmes sur les lesbiennes butch, la transidentité, la vie de rue, la philosophie, les problèmes sociaux et la justice sociale, et sa poésie était spirituelle et religieuse. La réception critique est mitigée; ses personnages progressistes et ses intrigues réalistes reçoivent des éloges, tandis que les critiques visent son style d'écriture non raffiné. La vie et l'œuvre de Red Jordan Arobateau sont analysées dans divers domaines de la recherche sociale, dont la sociologie de la littérature, les études transgenres, la théorie féministe, l'identité et les études noires. Une des premières figures de l'histoire et du développement de la littérature urbaine, Red Jordan Arobateau inspire les écrivains Ann Allen Shockley et Michelle Tea.

## Biographie

### Situation personnelle
Red Jordan Arobateau est né le 15 novembre 1943 à Chicago sous le nom de Suzanne Ilsa Robateau. Il est fils unique d'un père immigré chrétien hondurien et d'une mère d'origine afro-américaine. Il est élevé comme une femme. Red Jordan Arobateau commence à écrire à l'âge de 13 ans pour échapper à une vie familiale mouvementée, sa mère étant violente envers lui. À l'âge de 15 ans, il lit un magazine pulp qui mentionne brièvement un personnage lesbien - se sentant compris pour la première fois, il commence à s'identifier comme une lesbienne butch. Red Jordan Arobateau passe du temps dans la rue, dans des quartiers queer et des bars de quartier, et a développé l'alcoolisme à l'adolescence. Ses parents divorcent quand il a 17 ans et il déménage avec son père. Red Jordan Arobateau s'inscrit dans une université mais la quitte au bout d'un an, déclarant que c'était trop une « affaire sociale ».
Red Jordan Arobateau prend Jordan, le nom de famille de sa grand-mère pour ses connotations religieuses et ses relations avec son héritage afro-américain. « Arobateau » est basé sur son nom de famille donné avec un « A » ajouté à la forme originale. Après s'être fait teindre les cheveux en rouge, il conçoit que la couleur représente « son attention à la passion et à l'érotisme en tant qu'écrivain » et adopte comme prénom Red (« rouge » en anglais).

### Militantisme et carrière littéraire
Red Jordan Arobateau décide de quitter Chicago, citant les politiques de persécution du maire de l'époque, Richard J. Daley. Il déménage à New York avant de s'installer à San Francisco en 1967, où il passe le reste de sa vie, en grande partie à cause de sa culture LGBTQ+.
En 1969, Red Jordan Arobateau participe à la création de Gay Women's Liberation, une organisation dédiée à l'activisme féministe lesbien. Il enseigne l'autodéfense et le karaté à ses membres,. Anciennement athée, Red Jordan Arobateau devient chrétien et rejoint la Metropolitan Community Church après la mort de son père en 1973. Il exploite une église de devanture où il prêchait l'évangile. Sa conversion interroge certains de ses amis qui s'inquiètent des implications sociales et politiques d'une montée de l'intégrisme chrétien à travers le pays. Red Jordan Arobateau a consommé de la drogue jusqu'à son hospitalisation, après quoi il devient.

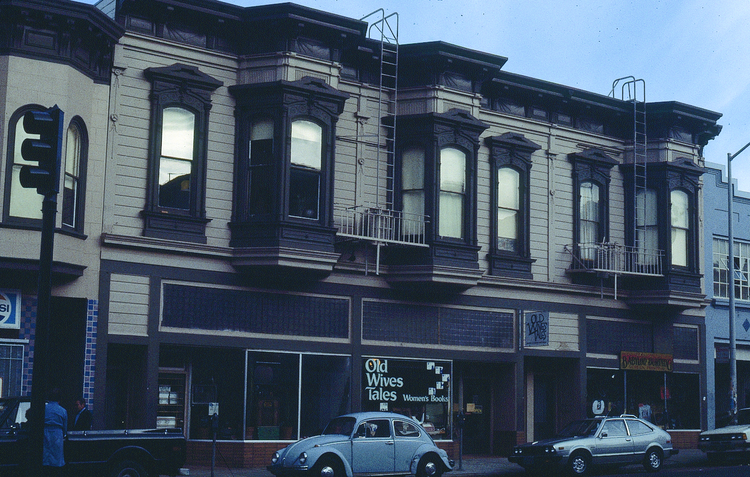
Old Wives' Tales, une librairie féministe de Mission Dolores, San Francisco, vend les livres de Red Jordan Arobateau.

Red Jordan Arobateau commence à s'auto-éditer dans les années 1970, The Bars Across Heaven (1975) étant son premier roman. Il occupe différents emplois pour financer chaque publication et travaille comme assistant de bureau, ouvrier d'usine, professeur de karaté, aide-soignant, caissier et cuisinier. Red Jordan Arobateau est capable d'écrire un roman en un mois ; il fait ensuite des photocopies et agrafe le manuscrit avec une couverture de livre. S'appuyant sur la vigne, Red Jordan Arobateau vend ses œuvres dans des chaînes lesbiennes off-the-record, et limite la distribution physique de ses copies aux bars lesbiens, aux librairies féministes et à la rue.
Tous les éditeurs indépendants et LGBTQ+ approchés par Red Jordan Arobateau refusent de publier son travail jusqu'à la publication en 1978 de sa nouvelle Suzie Q dans l'anthologie True to Life Adventure Stories de la poétesse Judy Grahn. Red Jordan Arobateau attribue ces refus à l'importance du contenu sexuel dans ses œuvres, qui, selon lui, est relativement inacceptable, même pour les éditeurs féministes et LGBTQ+ de l'époque. Ses écrits sont parfois publiés dans des publications comme On Our Backs mais il reste principalement auto-publié tout au long de sa vie. Dans l'ensemble, Red Jordan Arobateau vit sa vie d'adulte dans la pauvreté et sur les allocations de chômage.

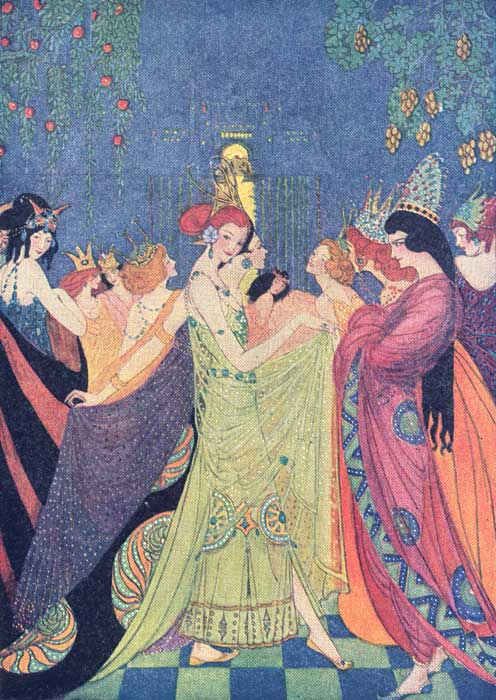
Dans le folklore révisé d'Arobateau, les princesses s'échappaient pour satisfaire leurs désirs sexuels lesbiens (photo de l'illustration d' Elenore Abbott de 1920)

En 1984, Red Jordan Arobateau apparaît dans le film Before Stonewall de Greta Schiller, où ils discutent de sa vie et des défis avant les émeutes de Stonewall de 1969. Il fait une pause de 11 ans avant d'écrire Lucy & Mickey dans les années 1990. À cette époque, Red Jordan Arobateau change de sexe. Il subit une chirurgie de réattribution sexuelle et commence à s'identifier comme un homme trans. En 1992, il publie Nobody's People, un essai sur l'aliénation sociale ressentie par les personnes d'origine métisse, y compris lui-même, au sein de l'anthologie Daughters of Africa, éditée par Margaret Busby. Red Jordan Arobateau écrit un récit lesbien érotique Les chaussures qui ont été dansées en morceaux pour Michael Thomas Ford 's Once Upon a Time: Erotic Fairy Tales for Women en 1996.
Des extraits de ses livres font partie de plusieurs anthologies, dont Cum With Me Lucy dans Off the Rag (1996) de Lee Lynch et Akia Woods, Lay Lady Lay dans Best Lesbian Erotica 1997 de Jewelle Gomez et Tristan Taormino, et The Nearness Of You/Sorrow Of The Madonna in Hot & Bothered (1998) de Karen X. Tulchinsky. Red Jordan Arobateau connaît l'itinérance pendant un certain temps jusqu'à ce qu'il emménage avec sa femme d'alors à Oakland. Après avoir divorcé en 2003, il retourne à San Francisco. Jusqu'en 2004 au moins, les livres de Red Jordan Arobateau se sont pas diffusés au Canada en raison des lois y encadrant la pornographie, qui interdisent l'entrée de « matériel obscène ».
En 2007, Red Jordan Arobateau apparaît dans Clocked: An Oral History de Martin Rawlings-Fein, où il donne des anecdotes personnelles dans le contexte de l'histoire du mouvement des droits des transgenres. Cette année-là, il publie 80 romans, pièces de théâtre, recueil de nouvelles et poésie. Le centre de santé Tom Waddell à Tenderloin, San Francisco est la première clinique de soins primaires aux États-Unis à offrir des services de soins de santé transgenres ; Red Jordan Arobateau est l'un des 12 patients à figurer dans son documentaire de 2012, Transgender Tuesdays: A Clinic in the Tenderloin de Mark Freeman et Nathaniel Walters. Il présente le film au Transgender Summit 2012,.
En 2013, Arobateau peint 60 tableaux. Il fait partie de FTM International, et vit avec sa partenaire Dalila Jasmin, une danseuse du ventre qui dansait souvent lors des lectures de livres de Red Jordan Arobateau. En 2019, Red Jordan Arobateau est la première personne à emménager dans la communauté Marcy Adelman et Jeanette Gurevitch au 95 Laguna, un logement pour personnes âgées LGBTQ + convivial par Openhouse et Mercy Housing. Il meurt le 25 novembre 2021 à San Francisco, à l'âge de 78 ans ; son service commémoratif a lieu à Grace Cathedral le 27 mars 2022.

## Thèmes
Red Jordan Arobateau a souvent décrit ses expériences et celles des personnes de sa vie à travers l'autofiction  et sa prose axée sur les thèmes des lesbiennes butch et femme, des personnes transgenres, de la transsexualité et du travail du sexe,. Red Jordan Arobateau écrit sur "les activités sexuelles d'un être humain à un jour donné dans la même mesure qu'il a décrit leurs autres aspects", d'où une partie importante de ses écrits explorant la sexualité et les activités sexuelles de leurs personnages.
Les histoires de Red Jordan Arobateau se déroulent dans la rue, dans les ghettos et la misère. Ils dépeignent les réalités de ces vies, qui différaient des œuvres d'autres écrivaines noires de l'époque qui écrivaient généralement de la fiction idéaliste et de la non-fiction académique. Red JordanArobateau écrit en grande partie ses personnages pour communiquer avec eux-mêmes, et il a fréquemment basculé entre les narrateurs à la première et à la troisième personne; le narrateur à la troisième personne - représenté dans le texte par des positions sentimentales et sympathiques - était parfois lui-même, et il prônait une montée en intensité émotionnelle, par exemple par des comportements connus pour être à risque. Dans ses œuvres, la consommation de drogue est utilisée comme un moyen de faire face ainsi que comme un dispositif pour amplifier diverses sensations et perceptions.
Sur la base des expériences personnelles de Red Jordan Arobateau, les luttes d'une identité raciale mixte ont souvent constitué la base de ses diverses histoires de fiction. Le contenu de Red Jordan Arobateau reflètent l'isolement social qu'il endure en raison de sa croissance "pauvre, noir et gay", et comment il a développé des mécanismes d'adaptation inadaptés en conséquence. Ses personnages ont défié les constructions hétéronormatives de la société, et ses intrigues ont dépeint la privation des droits et la marginalisation sociale des personnages non hétéronormatifs. Des motifs de sujets contemporains de justice sociale tels que le féminisme noir, le mouvement de libération des femmes et différents mouvements LGBTQ+ serviraient parfois de toile de fond à ses intrigues. Ses œuvres véhiculaient la critique du capitalisme, l'opposition de l'incarnation occidentale et le révisionnisme historique de l'histoire transgenre qui comprend mieux la dysphorie de genre ; il utilisé l'esthétique pour représenter des formes alternatives d'incarnation.
Les scénarios de Red Jordan Arobateau explorent les thèmes de la métaphysique et de l'alchimie. Sa prose présente le processus de transition de genre comme étant inséparable de la pratique spirituelle. Il s'est également appuyé sur la spiritualité - par opposition à la vérité objective - comme explication de l'être de ses personnages. L'accent de sa poésie était en grande partie sur ses croyances spirituelles. Après la conversion de Red Jordan Arobateau, il a de plus en plus incorporé des thèmes chrétiens, ce qui était particulièrement évident dans ses poèmes d'appel et de réponse. En revanche, sa prose dépeint l'intersection de la religion avec la science comme préjudiciable, en particulier en ce qui concerne la médecine transgenre.
Red Jordan Arobateau peint dans un style contemporain et expressionniste, incorporant des images symboliques et surréalistes dans ses œuvres,,. Il peint des portraits et des animaux, et sur des sujets de spiritualité et de religion. Red Jordan Arobateau a pratiqué l'art social à travers la peinture, comme la représentation de l'exploitation du travail dans Le Cochon (1969). Red Jordan Arobateau a souvent utilisé "cochon" métaphoriquement comme terme péjoratif dans sa prose pour désigner des choses telles qu'un monologue interne autocritique et l'intériorisation des pressions externes. Stacey Cherie Moultry a interprété Le cochon en relation avec le "cochon" littéraire d'Arobateau et a déclaré que le tableau dépeint "un personnage apparemment sympathique qui travaille dans ses bonnes grâces assez longtemps pour gagner la confiance avant d'administrer des critiques non constructives".

## Réception
En 1982, l'écrivain Ann Allen Shockley a écrit l'une des premières critiques de l'écriture d'Arobateau. Elle a brièvement passé en revue plusieurs de ses œuvres et a fourni une collection de ses détails biographiques pour un article de Sinister Wisdom . Dans sa critique de "Suzie Q", Shockley a écrit qu'il "a apporté un nouveau protagoniste à la fiction lesbienne noire, donnant vie à la femme de la rue lesbienne noire dans toute sa dure réalité flagrante". Shockley a en outre loué le scénario pour sa représentation progressive des prostituées noires "dans le rôle personnalisé d'être humain", qui, selon elle, étaient par ailleurs jetées dans le courant dominant "comme un morceau de viande à exploiter dans la pornographie";  écrivant pour le Gay Community News, Andrea Loewenstein a déclaré que "Suzie Q" le fait avec "une rare combinaison de respect, de sympathie et de réalisme".
LaMonda Horton-Stallings a écrit dans un article CR: The New Centennial Review qu'Arobateau et Iceberg Slim avaient maîtrisé "l'habileté de transgresser le genre et la sexualité". Passant en revue Lucy & Mickey, Heather Findlay a résumé que le roman était « profondément philosophique et puissamment érotique », et Lillian Faderman a fait remarquer qu'Arobateau était « le Thomas Wolfe de la littérature lesbienne ». Pour un article de Maximum Rocknroll, Vince Larussa a décrit Autumn Changes - le considérant comme un représentant de l'œuvre d'Arobateau - comme "au sens figuré un conte de fées peu orthodoxe, philosophiquement un manifeste, et littéralement, un témoignage de ses premières années de transition entremêlées de souvenirs des choses passées". Randy Turoff a qualifié Dirty Pictures de "engageant, passionné et émouvant". Il fait l'éloge de sa représentation du désir sexuel, de la trahison et de la dynamique de pouvoir impliquée dans les questions de race et de classe.
Arobateau était autocritique de son écriture, disant qu'il était conscient qu'il "avait besoin d'un éditeur pour l'aider à affiner [son] travail". Dans un article de The Lesbian Review of Books, Stephanie Byrd a critiqué son style d'écriture non filtré - en particulier, sa poésie - et a déclaré qu'il "a du mal à mettre [sa]" vision "sur papier". Byrd a déclaré à propos de Laughter Of The Witch que "les métamorphoses qu'Arobateau relate dans ces poèmes ne sont pas facilement accessibles en raison d'une surabondance de métaphores et d'images". Discutant de la lisibilité de The Bars Across Heaven, Loewenstein a déclaré que son dialogue non conventionnel "fonctionne étonnamment bien dans le contexte du roman", mais a ajouté que son style d'écriture montre qu'Arobateau "n'a pas fréquenté l'école où beaucoup d'entre nous ont appris ' comment écrire'". Dans son livre de 2005 Funk the Erotic, Horton-Stallings a critiqué la prose d'Arobateau pour sa mauvaise qualité. Cependant, elle a souligné la nouveauté de ses personnages transgenres et transsexuels, expliquant que "leur intersection, ou leur absence, avec un mouvement transgenre plus traditionnel devrait également attirer l'attention sur l'importance historique des romans, sinon sur leurs mérites littéraires." 
Nisa Donnelly a défendu Arobateau et a déclaré que son écriture «rauque et brute et grossièrement taillée» reflétait les qualités de ses personnages et de ses intrigues. Lynch a qualifié l'écriture d'Arobateau d'" iconoclaste et idiosyncratique " dans sa revue de 1995 de la littérature LGBTQ+ contemporaine pour Lambda Book Report . Il a en outre estimé qu'Arobateau "est le graffeur de la littérature lesbienne, pas respectable de loin, mais chronique pour nous la matière première de [son] monde". Notant les difficultés rencontrées par Arobateau pour faire publier ses livres "en tant qu'écrivain érotique de la vie de butch de la rue", Thyme S. Siegel l'a félicité pour avoir continué à écrire et à auto-publier des œuvres dans son style unique.

## Recherche
Analysant le changement sémantique du mot "cum" dans un article de Sexuality & Culture, Sara Johnsdotter a retracé la première mention de "female cum" dans Hobo Sex d'Arobateau (1991). Le doctorat de littérature comparée d'Ute Rupp ( Université de Californie, Berkeley, 2001) a discuté du fait que les écrits de Daniel Paul Schreber, Djuna Barnes, Kathy Acker et Arobateau offrent une lecture non conventionnelle du Symbolique dans le Nom du Père, qui à son tour développe « de nouveaux types des sujets, des lois, des réels, des imaginaires et des fictions psychosomatiques similaires » dans les cadres lacaniens.
Horton-Stallings attribue au travail d'Arobateau et de Toni Newman la construction d'une théorie transgenre de la subjectivité qui prend en compte les facteurs de «race, culture et plaisir» - des facteurs qui, selon elle, ont été négligés par les modèles contemporains. Dans une revue de littérature publiée dans American Quarterly, Mecca Jamilah Sullivan indique que le contenu et les thèmes d'Arobateau et de Newman démontrent comment la pratique sexuelle est une composante vitale du concept de soi, et qu'elle fournit des « alternatives narratives » au transmédicalisme. Julie R. Enszer a abordé la question de l'effacement des lesbiennes au sein de la communauté transgenre dans Journal of Lesbian Studies, citant des expériences et des travaux d'Arobateau, entre autres.
La thèse de doctorat de Holly Ann Larson ( Florida Atlantic University, 2003) était un discours épistémologique féministe sur la façon dont les femmes financièrement faibles et les individus comme Arobateau s'attaquent aux préjugés sexistes structurels. Larson a conclu que ces expériences ont conduit au développement d' une connaissance de la résistance qui leur est propre, et que des individus comme Arobateau ont tenté de récupérer l'agence en exerçant un capital sexuel dans leurs écrits. Dans sa thèse de doctorat, Naomi Extra ( Université Rutgers, 2021) a exploré une compréhension plus inclusive du féminisme sexo-positif et du premier mouvement sex-positif ; notant que le développement et les débuts de ces mouvements créditaient principalement les œuvres de femmes blanches, Extra a plaidé pour la reconnaissance littéraire des écrits des écrivains noirs Arobateau, SDiane Bogus et Shockley et de leurs contributions. La thèse a également présenté leur travail comme un aspect littéraire du féminisme noir et un moyen d'expression de la sexualité des femmes noires - des domaines qui ont été insuffisamment explorés selon elle.
Le doctorat en études américaines de Moultry ( Université de l'Iowa, 2019) s'est concentré sur les influences d'une identité métisse sur les écrivains et les artistes de 1960 à 1989, et comment ils ont concilié leur hybridité raciale lorsque la règle de la goutte unique (pratique légale et sociale de classification individus sous une seule race) était toujours en vigueur. Moultry a classé l'expression d'hybridité d'Arobateau comme liminale (ou ambiguë) et a déclaré qu'Arobateau "résiste activement aux protocoles de normalisation " en n'adhérant pas aux stéréotypes culturels de l'époque. Pour son doctorat en psychologie, Lauren Nicole Logan ( Alliant International University, 2010) a mené une recherche psychologique sur les mécanismes d'adaptation au stress des minorités chez les lesbiennes afro-américaines masculines, en particulier des personnes comme Arobateau qui s'identifient à de multiples minorités ; Logan a découvert qu'Arobateau et d'autres utilisaient "le soutien social, les activités, l'évitement, la drogue et l'alcool, et l'acceptation de soi " pour faire face au stress de la minorité.

## Héritage
Red Jordan Arobateau a été l'un des premiers écrivains et partisans de l'érotisme de rue, transgenre et lesbien. Un profil de 2018 dans Vice a décrit son contenu comme "une écriture qui a contribué à ouvrir la voie à des représentations inclusives de la sexualité noire". Pour son entrée dans l' Encyclopédie de la littérature LGBTQ contemporaine des États-Unis (2009), Emmanuel S. Nelson a résumé que «sans doute Red Jordan Arobateau est le premier et probablement le plus prolifique écrivain transsexuel femme à homme d'origine afro-américaine».
Selon Shockley, les personnages représentés par Arobateau avaient été "largement ignorés ou passés sous silence dans l'ensemble de la littérature afro-américaine par des écrivaines noires". Dans To Write Like a Woman (1995), Joanna Russ caractérise des œuvres telles que la fiction d'Arobateau comme étant "quelques-unes des choses merveilleuses qui existent en dehors du giron des dominants ". Michelle Tea a conclu que "si notre culture n'était pas écœurée par tant d'ismes, il serait beaucoup plus connu, étudié et respecté". Shockley et Tea ont mentionné Arobateau comme l'une de leurs inspirations,.